# Schickedanz Open 2005
Lo Schickedanz Open 2005 è stato un torneo di tennis facente parte della categoria ATP Challenger Series nell'ambito dell'ATP Challenger Series 2005. Il torneo si è giocato a Fürth in Germania dal 30 maggio al 5 giugno 2005 su campi in terra rossa.

## Vincitori

### Singolare
Albert Portas ha battuto in finale  Philipp Kohlschreiber con il punteggio di 7–6(5), 6–2

### Doppio
Amir Hadad /  Harel Levy hanno battuto in finale  Jan Frode Andersen /  Johan Landsberg con il punteggio di 6–1, 6–2